# سیارک ۷۲۳۸
سیارک ۷۲۳۸ (به انگلیسی: 7238 Kobori، نامگذاری:1989OA) هفت هزار و دویست و سی و هشتمین سیارک کشف شده‌است که در ۲۷ ژوئیه ۱۹۸۹ کشف شد.